# Gare de Mandelieu-la-Napoule
Gare de Mandelieu-la-Napoule vasútállomás Franciaországban, Mandelieu-la-Napoule településen.

## Vasútvonalak
Az állomást az alábbi vasútvonalak érintik:
- Marseille–Ventimiglia-vasútvonal

## Kapcsolódó állomások
A vasútállomáshoz az alábbi állomások vannak a legközelebb:
- Gare de Cannes-La-Bocca
- Gare de Théoule-sur-Mer